# Oberzent
Oberzent è una città tedesca, situata nel Land dell'Assia.

## Storia
La città di Oberzent venne creata il 1º gennaio 2018 dalla fusione della città di Beerfelden con i comuni di Hesseneck, Rothenberg e Sensbachtal.